# Daniela Raschhofer
Daniela Raschhofer, née le 19 juin 1960 à Braunau am Inn, est une femme politique autrichienne.
Membre du Parti de la liberté d'Autriche, elle siège au Parlement européen de 1996 à 1999.